# جزیره کیپ برتون
جزیره کیپ برتون (به انگلیسی: Cape Breton Island) (پیش‌تر به نام ایل رویال (به فرانسوی: Île Royale) خوانده می‌شد) یک جزیره در کانادا است که در نوا اسکوشیا واقع شده‌است.

## خصوصیات
جزیره کیپ برتون ۱۳۵٬۹۷۴ نفر جمعیت دارد و ۵۳۵ متر بالاتر از سطح دریا واقع شده‌است.

## نگارخانه

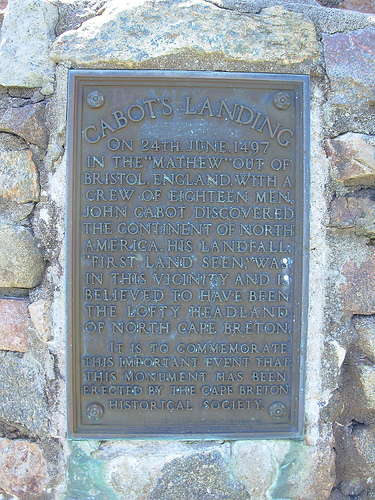
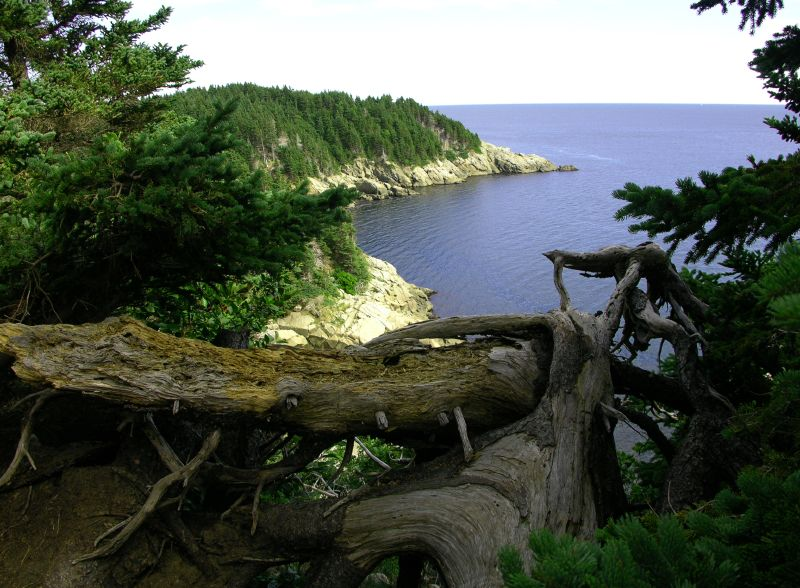
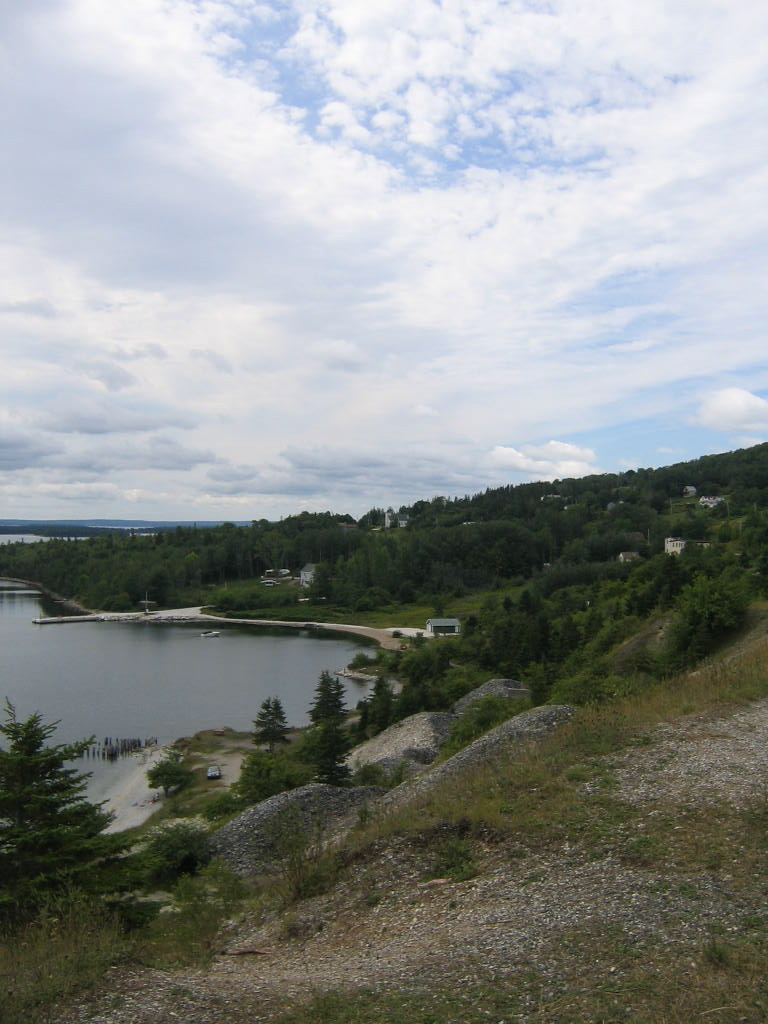
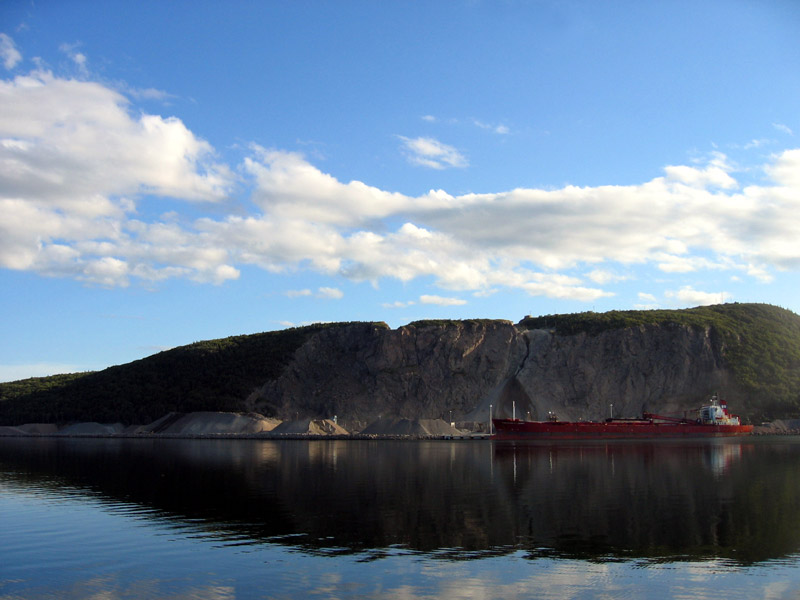
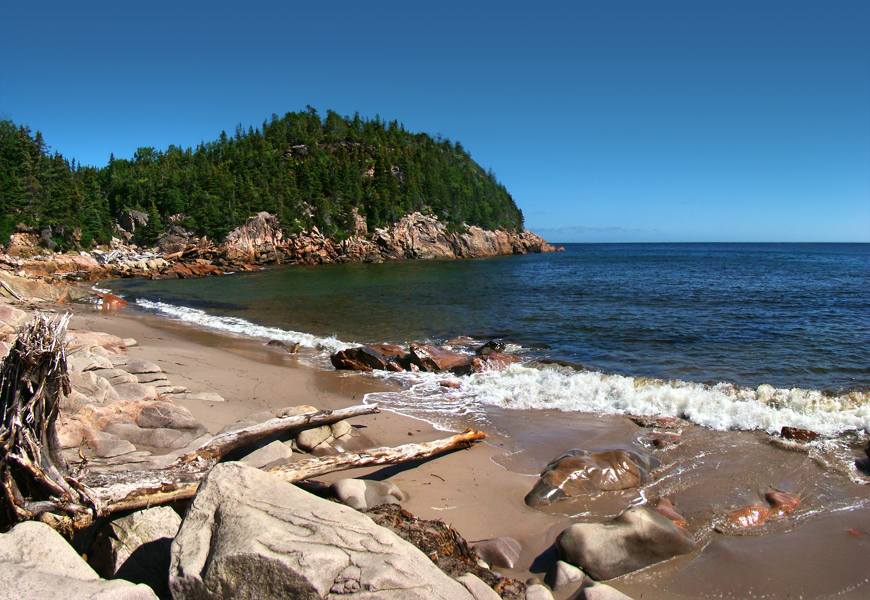
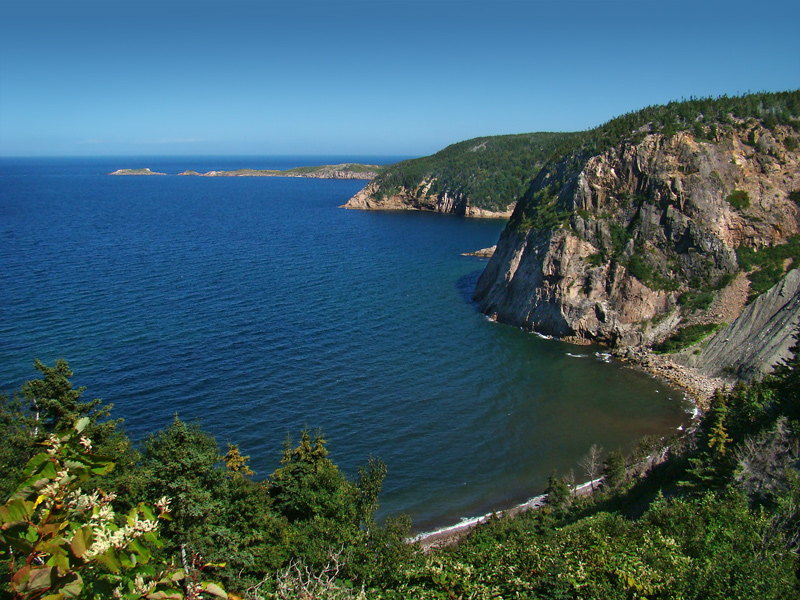
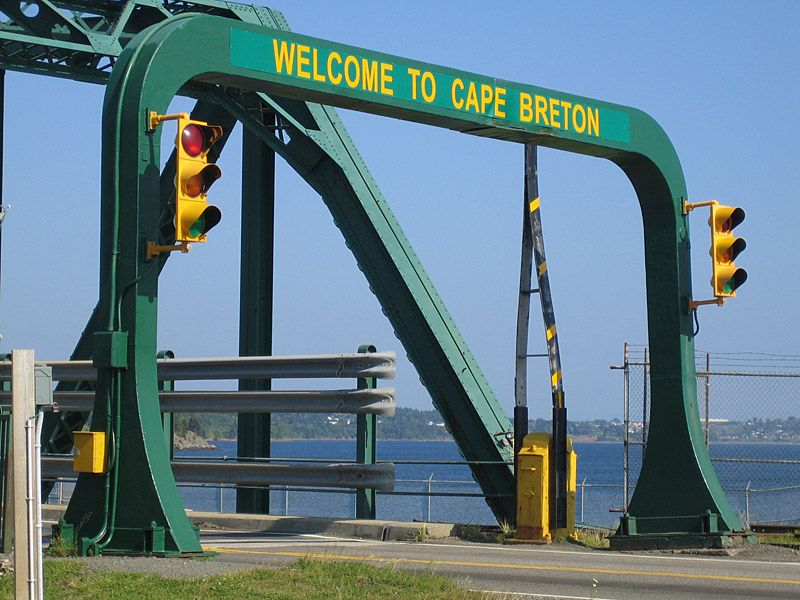
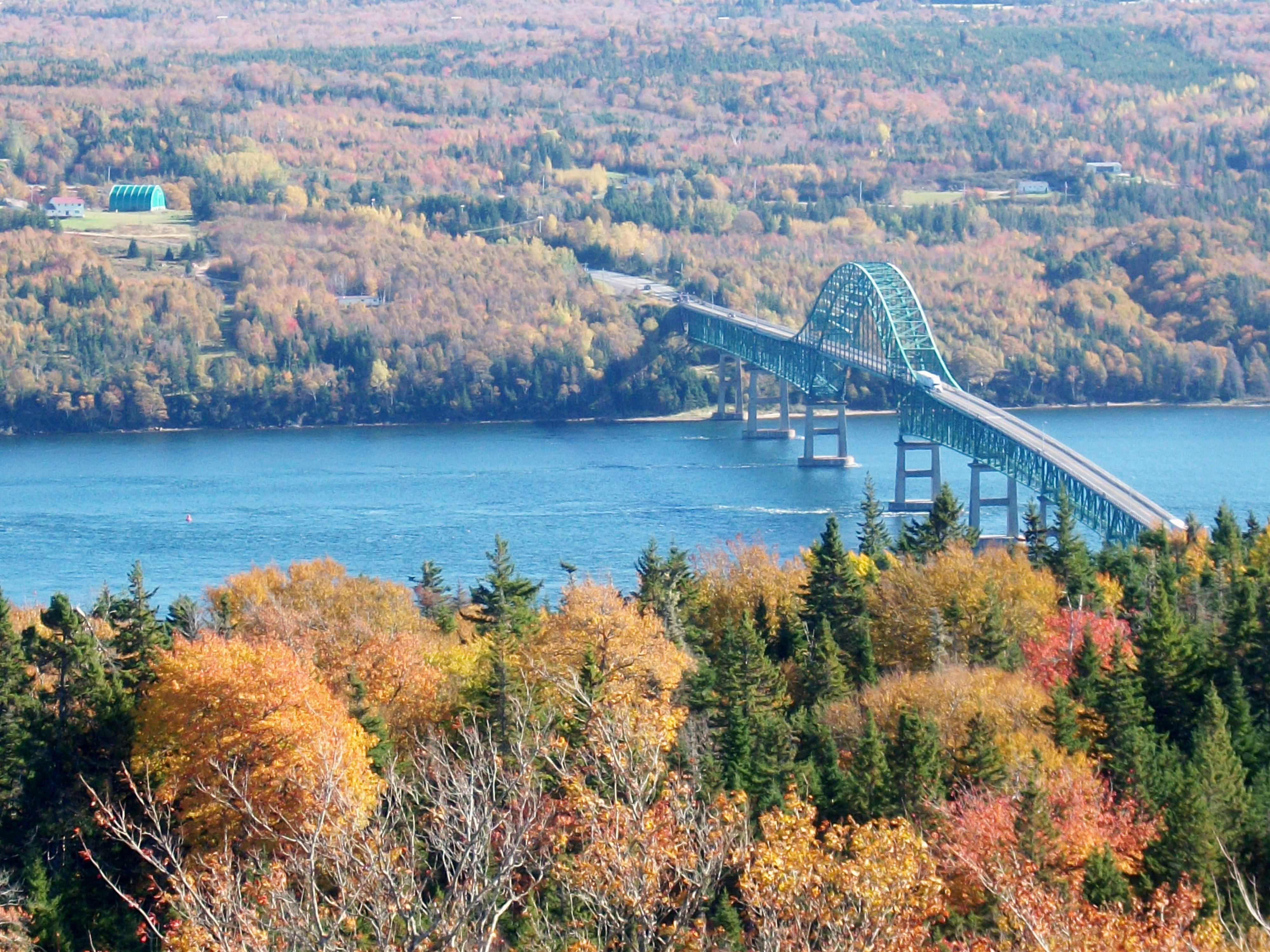
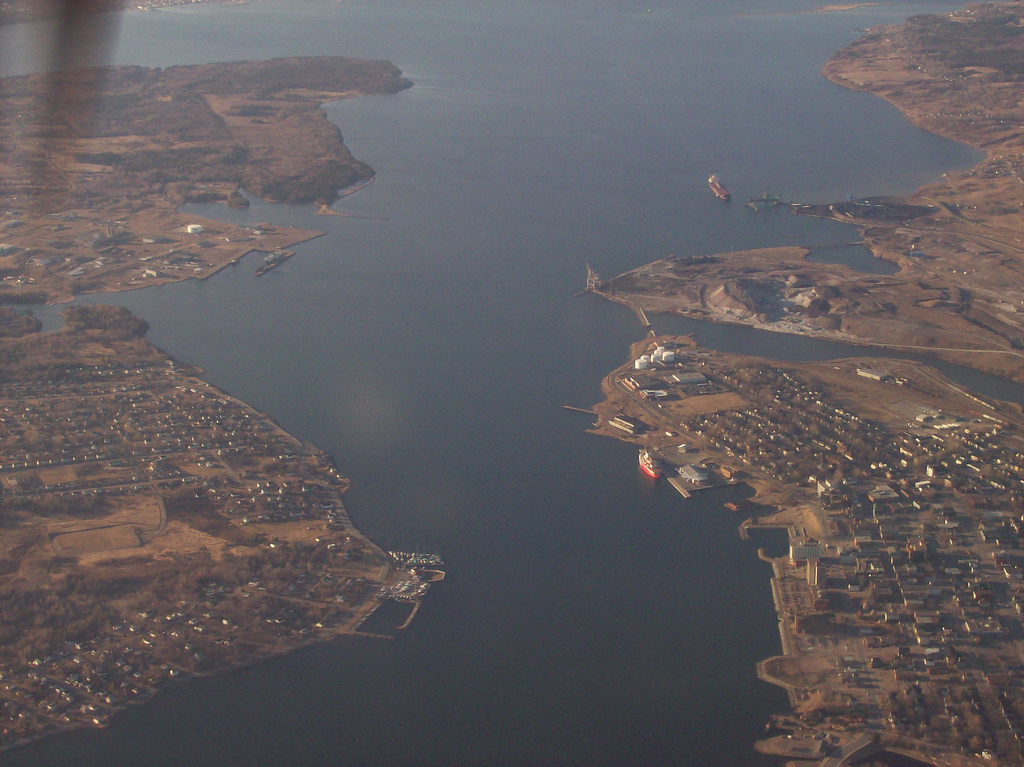